# Serge Netchaïev
Pour les articles homonymes, voir Netchaïev.
Sergueï Guennadievitch Netchaïev (en russe : Сергей Геннадиевич Нечаев ; ISO 9 : Sergej Gennadievič Nečaev), né le 20 septembre 1847 (2 octobre dans le calendrier grégorien) à Ivanovo et mort emprisonné le 21 novembre 1882 (3 décembre dans le calendrier grégorien) à Saint-Pétersbourg, est un écrivain et activiste révolutionnaire russe, nihiliste et partisan du terrorisme.

## Biographie
Serge Netchaïev naît dans une famille d'ouvriers. Autodidacte, il devient instituteur en 1868 à Saint-Pétersbourg, où il fréquente les étudiants révolutionnaires. Il a sans doute été emprisonné à la forteresse Pierre-et-Paul même si Karl Marx prétend le contraire auprès de Friedrich Engels : 

« [Serge Netchaïev] racontait qu'il s'était évadé de la forteresse de St Pétersbourg où il avait été enfermé comme un des principaux auteurs des désordres qui avaient éclaté en janvier 1869, dans les écoles de la capitale. Plusieurs des émigrés, qui avaient subi une longue détention dans cette forteresse, connaissaient par expérience l'impossibilité de toute évasion ; ils savaient donc que sur ce point Nétchaieff mentait. »

Il est, néanmoins, révolutionnaire. Poursuivi par la police d'État russe, il se réfugie à Genève en mars 1869. Là, il rencontre Mikhaïl Aleksandrovitch Bakounine, avec qui il sympathise, et rédige le Catéchisme du révolutionnaire (élaboré en 1868).
Il finit par se brouiller avec Bakounine, finalement effrayé par son cynisme et sa violence. 
Bakounine écrit ainsi :

« [Serge Netchaïev] est arrivé peu à peu à se convaincre que pour fonder une société sérieuse et indestructible, il faut prendre pour base la politique de Machiavel et adopter pleinement le système jésuite — pour corps la seule violence, pour âme le mensonge. La vérité, la confiance mutuelle, la solidarité n'existent qu'entre une dizaine d'individus qui forment le sanctus sanctorum de la société. Tout le reste doit servir comme instrument aveugle et matière d'exploitation aux mains de cette dizaine d'hommes. Il est permis et même ordonné de les tromper, de les compromettre, de les voler et même au besoin de les perdre. »

— Boris Souvarine, Staline, aperçu historique du bolchevisme, 1935
Au cours de l'été 1869, Netchaïev retourne clandestinement en Russie. Il fonde à Moscou un groupement révolutionnaire fantomatique, appelé Narodnaïa Rasprava, et organise l'assassinat de l'étudiant Ivanov qu'il soupçonne de trahison (29 novembre 1869). Cet événement inspire Fiodor Dostoïevski pour le roman Les Démons (1871). Dostoïevski reprit la conception politique de Netchaïev, qu'il attribue à son personnage Chigaliev, dont la théorie est exposée par Piotr Stiepanovitch Verkhovensky :

« Il y a du bon dans son manuscrit, poursuivit Verkhovensky, — il y a l’espionnage. Dans son système, chaque membre de la société a l’œil sur autrui, et la délation est un devoir. Chacun appartient à tous, et tous à chacun. Tous sont esclaves et égaux dans l’esclavage. La calomnie et l’assassinat dans les cas extrêmes, mais surtout l’égalité. D’abord abaisser le niveau de la culture des sciences et des talents. Un niveau scientifique élevé n’est accessible qu’aux intelligences supérieures, et il ne faut pas d’intelligences supérieures ! Les hommes doués de hautes facultés se sont toujours emparés du pouvoir, et ont été des despotes. Ils ne peuvent pas ne pas être des despotes, et ils ont toujours fait plus de mal que de bien ; on les expulse ou on les livre au supplice. Couper la langue à Cicéron, crever les yeux à Copernic, lapider Shakespeare, voilà le chigalévisme ! Des esclaves doivent être égaux ; sans despotisme il n’y a encore eu ni liberté ni égalité, mais dans un troupeau doit régner l’égalité, et voilà le chigalévisme ! Ha, ha, ha ! vous trouvez cela drôle ? Je suis pour le chigalévisme ! »

— Fiodor Dostoïevski, Les Démons.
Netchaïev se réfugie ensuite à Londres puis à Paris (1870). Pendant le procès de ses complices à Saint-Pétersbourg, la presse publie certains extraits du Catéchisme.
Entre 1870 et 1872, il fait de nombreux aller-retour entre la Suisse et Paris, ville dans laquelle il entretient une relation amoureuse avec une jeune française, Albertine Hottin . Il voyage alors sous le nom de Stepan Grazdanov grâce à de faux-papiers fournis par des révolutionnaires bulgares qui le connaissent aussi sous le nom de Floresco.
Netchaïev retourne en Suisse, d'où il est extradé vers la Russie en 1872. Il est emprisonné à la forteresse Pierre-et-Paul de Saint-Pétersbourg. Son procès a lieu à Moscou en 1873. Il est condamné à vingt ans de travaux forcés en Sibérie.
Serge Netchaïev meurt à 35 ans du scorbut dans la forteresse le 21 novembre 1882.

## Théorie terroriste
Netchaïev expose ses principes dans son Catéchisme du révolutionnaire, possiblement rédigé avec Bakounine en 1868 (la participation de Bakounine à la rédaction de cet ouvrage est néanmoins contestée,,) dans lequel il prône l'anéantissement de l'État et l'assassinat des opposants. Il y définit sa conception de la révolution, ainsi que l'attitude du révolutionnaire envers lui-même, ses camarades et la société.
Netchaïev soutient la thèse selon laquelle le révolutionnaire doit accentuer les souffrances du peuple, afin que celui-ci trouve le courage de se révolter. C'est là une idée centrale du terrorisme. Netchaïev pense aussi à l'organisation : « Les camarades révolutionnaires doivent autant que possible discuter en commun et résoudre à l'unanimité toutes les affaires importantes. Mais, en ce qui concerne l'exécution du plan conçu, chacun doit travailler seul à la réalisation de l'action destructive. »

## Citations
- « Le révolutionnaire méprise tout doctrinalisme, il a renoncé à la science pacifique qu'il abandonne aux générations futures. Il ne connaît qu'une science — celle de la destruction. »
- « À toute vapeur, à travers la boue ; détruisez le plus possible ; ne résistera dans les institutions que ce qui est fondamentalement bon. »
- « N'est pas révolutionnaire qui a pitié de quelque chose dans le monde. »

### Œuvre
- Catéchisme du révolutionnaire (1869). Extraits traduits du russe par René Cannac dans Netchaïev, du nihilisme au terrorisme. Nouvelle traduction par Sergueï Shadrin en 2019, chez Ronces éditions, préfacé par Victor Béguin.

### Études sur Netchaïev
- Nicolas Berdiaev, Les Sources et le sens du communisme russe, coll. « Idées », Gallimard, Paris, (1re édition 1938), 1951 ; rééd. 1970
- René Cannac, Netchaïev, du nihilisme au terrorisme. Aux sources de la Révolution russe, préface d'André Mazon, Payot, collection « Bibliothèque historique », 1961, 182 p.
- Alain Besançon, Les Origines intellectuelles du léninisme, coll. « Agora », Calmann-Lévy, Paris, 1977 ; rééd. 1986
- Jeanne-Marie Gaffiot, Netchaïeff, Éditions L'Âge d'Homme, 1989

### Littérature
- Le maître de Petersbourg (1994) de J. M. Coetzee